# Танан
Тана́н (вьет. Tân An) — город провинциального подчинения на юге Вьетнама, административный центр провинции Лонган.
Расположен в дельте Меконга, на берегу реки Котай, примерно в 47 км к юго-западу от центра города Хошимин и в 1766 км от Ханоя. Площадь города — 81,79 км². По данным переписи 2009 года население города составляет 166 419 человек.
В административном отношении подразделяется на 11 городских кварталов и 3 общины.